# Сърдечен смут
„Сърдечен смут“ (на френски: Le souffle au cœur) е френски филм от 1971 година, трагикомедия на режисьора Луи Мал по негов собствен сценарий, включващ автобиографични елементи.

## Сюжет
В центъра на действието, развиващо се в Дижон в средата на 50-те години, е 15-годишно момче от средната класа и неговите отношения с близките му, най-вече с майка му, с която има еднократен сексуален контакт.

## В ролите
| Изпълнител      | Роля          |
| --------------- | ------------- |
| Леа Масари      | Клара Шевалие |
| Беноа Ферьо     | Лоран Шевалие |
| Даниел Желен    | Шарл Шевалие  |
| Майкъл Лонсдейл | отец Анри     |
| Аве Нинчи       | Аугуста       |

## Награди и номинации
„Сърдечен смут“ е номиниран за наградата „Златна палма“, както и за „Оскар“ да оригинален сценарий.